# Nowosłobodzki Pułk Kozacki
Nowosłobodzki Pułk Kozacki – prowincja Imperium Rosyjskiego, utworzona na Ukrainie Prawobrzeżnej w 1751 na terenach Dzikich Pól utraconych przez Rzeczpospolitą na mocy traktatu Grzymułtowskiego w 1686 roku.  
Jej terytorium rozciągało się pomiędzy Dnieprem i południowym Bohem, od północy granicząc z Nową Serbią. Centrum administracyjne pułku znajdowało się w Jelizawetgradzie (twierdzy św. Elżbiety).